# Acropsilus jinxiuensis
Acropsilus jinxiuensis är en tvåvingeart som beskrevs av Wang, Yang och Patrick Grootaert 2007. Acropsilus jinxiuensis ingår i släktet Acropsilus och familjen styltflugor. Inga underarter finns listade i Catalogue of Life.